# Vesikko (schip, 1933)
De Vesikko is een onderzeeër, momenteel in gebruik als museumschip, gelegen op het eilandfort Suomenlinna in de Finse gemeente Helsinki. Het is in beheer van het Militair museum van Helsinki.
De onderzeeër is gebouwd tussen 1931 en 1933, in de Crichton-Vulcan-scheepswerf in Turku. Dat gebeurde in opdracht van de Reichsmarine door middel van een Duits bedrijf dat school onder de Nederlandse dekmantel 'NV Ingenieurskantoor voor Scheepsbouw' om de beperkingen van het Verdrag van Versailles te omzeilen, waarin onder meer vastgelegd was dat Duitsland geen duikboten mocht bezitten. Op die slinkse wijze wisten de Duitsers kennis over duikboten op te doen, die ze zouden gebruiken voor hun vloot in de Tweede Wereldoorlog.
Het schip kreeg de codenaam CV 707, en was ten tijde van de bouw een van de meest geavanceerde duikboten. Hij kon tweemaal zo diep duiken als de Duitse onderzeeërs uit de Eerste Wereldoorlog, en de romp was geheel gelast in plaats van geklonken, zodat hij sterker was en sneller kon worden gefabriceerd. Alleen landen die deel uitmaakten van de Volkenbond mochten dergelijke schepen bezitten; daarom werd Duitsland zorgvuldig buiten alle contracten gehouden. Het schip werd opgeleverd in 1933, en de Reichsmarine testte het in het jaar daarop uitvoerig in de Scherenzee, en gebruikte de opgedane kennis vervolgens voor het heimelijk ontwikkelen van de type II U-boot.
In augustus 1934 kocht de Finse regering de duikboot, en nadat het Finse parlement de aankoop in 1936 had goedgekeurd, werd het schip omgedoopt tot 'Vesikko' (Fins voor de Europese nerts).
Het schip was in gebruik tijdens de Winteroorlog en Vervolgoorlog. De Vesikko heeft tijdens de winteroorlog geen noemenswaardige rol gespeeld, en heeft tijdens de vervolgoorlog één schip met drie torpedo's tot zinken gebracht: het Sovjet-koopvaardijschip Vyborg, op 3 juni 1941.
Nadat de Vrede van Parijs in 1947 Finland verbood om onderzeeërs te bezitten, werden vier van de vijf Finse onderzeeërs naar België afgevoerd en daar gesloopt. De Vesikko werd bewaard maar doordat alle wapentuig moest worden vernietigd en door vandalisme was er in de jaren '50 niet veel meer van over. De restauratie kostte meer dan tien jaar, totdat het schip in 1977 geopend kon worden als museum.
Manege van het militair museum · Vesikko